# Mercik Peak
Il Mercik Peak è un picco roccioso antartico, alto circa 1.425 m, situato 13 km a nordest del Monte Wells, su una dorsale che scende dallo stesso monte, nelle Prince Olav Mountains, catena montuosa che fa parte dei Monti della Regina Maud, in Antartide. 
La denominazione è stata assegnata dall'Advisory Committee on Antarctic Names (US-ACAN), in onore di James E. Mercik, dell'United States Antarctic Research Program che condusse studi sull'aurora polare presso la Base Amundsen-Scott nell'inverno del 1965.